# Gran Premio degli Stati Uniti d'America 1975
Il Gran Premio degli Stati Uniti d'America 1975 è stata la quattordicesima, e ultima, prova della stagione 1975 del Campionato mondiale di Formula 1. Si è corsa domenica 5 ottobre 1975 sul Circuito di Watkins Glen. La gara è stata vinta dall'austriaco Niki Lauda su Ferrari; grazie a Lauda, la scuderia di Maranello vinse il suo primo Gran Premio degli Stati Uniti d'America. Ha preceduto sul traguardo il brasiliano Emerson Fittipaldi e il tedesco Jochen Mass entrambi su McLaren-Ford Cosworth.

## Vigilia

### Sviluppi futuri
La Tyrrell presentò, a fine settembre, la rivoluzionaria P34, a sei ruote; anche la Lotus presentò il modello per l'anno successivo, la 77, che avrebbe dovuto già esordire nel gran premio di Watkins Glen. Cosa che poi non avvenne.

### Aspetti tecnici
La pista venne modificata con l'aggiunta della "chicane Scheckter" (dal nome del pilota della Tyrrell che l'aveva suggerita), in basso alla collina ove erano poste le curve denominate the Esses. Dopo l'incidente mortale occorso a François Cevert due anni prima, l'angolo di entrata era stato considerato troppo veloce.  Dal posizionamento di questa chicane ci si attendeva un rallentamento della percorrenza sul giro di circa 5 secondi, facendo diventare imbattibile il tempo della pole del 1974: 1'38"9.
La Penske, per la gara di casa, decise di riutilizzare un telaio fatto in proprio, abbandonando quello della March. La Shadow abbandonò il modello DN7, motorizzato Matra, e tornò a impiegare il DN5, spinto dal tradizionale Ford Cosworth DFV.

### Aspetti sportivi
Ai box si presentarono gli organizzatori del cancellato Gran Premio del Canada, che minacciarono di adire le vie legali per il risarcimento del danno. Ci furono delle dispute tra l'Associazione piloti e le scuderie in merito a ingaggi e rimborsi spese.
Il francese Michel Leclère (vicecampione, dietro a Jacques Laffite, nel Campionato europeo di Formula 2 1975), fece il suo esordio sulla terza Tyrrell. Alla Williams si verificò l'ennesimo cambio di pilota, con Lella Lombardi che sostituì Renzo Zorzi.
La rientrante Penske si affidò al nordirlandese Watson, lasciato a piedi dalla Surtees, che decise di non prendere parte alla gara. Stessa decisione venne presa dalla BRM e dalla Maki. Brian Henton tornò al volante della Lotus, al posto di Jim Crawford, così come Wilson Fittipaldi nella scuderia omonima. La Hill iscrisse il solo Tony Brise; stessa scelta per l'Ensign con Roelof Wunderink.

## Qualifiche

### Resoconto
Nella prima giornata di prove il tempo migliore venne fatto segnare da Niki Lauda, in 1'42"42. A impensierire i tempi dell'austriaco fu Vittorio Brambilla della March (con 1'42"84), fino a quando non fu protagonista di un incidente che gli costò la distruzione della vettura, senza conseguenze fisiche però per il pilota. Il terzo tempo venne fatto da Emerson Fittipaldi (1'42"99), seguito da Mario Andretti. Furono protagonisti di altri incidenti sia Wilson Fittipaldi, che perse una ruota sul rettilineo, sia Jacques Laffite che Patrick Depailler, con delle uscite di pista.
Il sabato Emerson Fittipaldi fu capace di battere inizialmente il tempo fatto segnare il giorno precedente dall'austriaco della Scuderia Ferrari. Lauda però rispose al brasiliano scendendo fino a 1'42"003. Per lui fu la nona pole stagionale su 14 gare; eguagliò così il record di partenze al palo in stagione, che apparteneva già a lui, che ne aveva fatte 9 l'anno precedente e a Ronnie Peterson, nel 1973.
Fittipaldi si accontentò della prima fila; Brambilla non poté girare con la sua vettura al sabato e così retrocedette in terza fila, passato da Carlos Reutemann, Jean-Pierre Jarier e Mario Andretti.

### Risultati
Nella sessione di qualifica si è avuta questa situazione:
| Pos | Nº | Pilota             | Costruttore              | Squadra                         | Tempo    | Griglia |
| --- | -- | ------------------ | ------------------------ | ------------------------------- | -------- | ------- |
| 1   | 12 | Niki Lauda         | Ferrari                  | Scuderia Ferrari SpA SEFAC      | 1'42"003 | 1       |
| 2   | 1  | Emerson Fittipaldi | McLaren-Ford Cosworth    | Marlboro Team Texaco            | 1'42"360 | 2       |
| 3   | 7  | Carlos Reutemann   | Brabham-Ford Cosworth    | Martini Racing                  | 1'42"685 | 3       |
| 4   | 17 | Jean-Pierre Jarier | Shadow-Ford Cosworth     | UOP Shadow Racing Team          | 1'42"759 | 5       |
| 5   | 27 | Mario Andretti     | Parnelli-Ford Cosworth   | Vel's Parnelli Jones Racing     | 1'42"822 | 5       |
| 6   | 9  | Vittorio Brambilla | March-Ford Cosworth      | Beta Team March                 | 1'42"846 | 6       |
| 7   | 16 | Tom Pryce          | Shadow-Ford Cosworth     | UOP Shadow Racing Team          | 1'42"960 | 7       |
| 8   | 4  | Patrick Depailler  | Tyrrell-Ford Cosworth    | Elf Team Tyrrell                | 1'43"032 | 8       |
| 9   | 2  | Jochen Mass        | McLaren-Ford Cosworth    | Marlboro Team Texaco            | 1'43"100 | 9       |
| 10  | 3  | Jody Scheckter     | Tyrrell-Ford Cosworth    | Elf Team Tyrrell                | 1'43"127 | 10      |
| 11  | 11 | Clay Regazzoni     | Ferrari                  | Scuderia Ferrari SpA SEFAC      | 1'43"246 | 11      |
| 12  | 28 | John Watson        | Penske-Ford Cosworth     | Penske Cars                     | 1'43"310 | 12      |
| 13  | 10 | Hans-Joachim Stuck | March-Ford Cosworth      | Lavazza March                   | 1'43"417 | 13      |
| 14  | 5  | Ronnie Peterson    | Lotus-Ford Cosworth      | John Player Team Lotus          | 1'43"570 | 14      |
| 15  | 24 | James Hunt         | Hesketh-Ford Cosworth    | Hesketh Racing                  | 1'43"820 | 15      |
| 16  | 8  | Carlos Pace        | Brabham-Ford Cosworth    | Martini Racing                  | 1'44"054 | 16      |
| 17  | 23 | Tony Brise         | Hill-Ford Cosworth       | Embassy Racing with Graham Hill | 1'44"064 | 17      |
| 18  | 25 | Brett Lunger       | Hesketh-Ford Cosworth    | Hesketh Racing                  | 1'45"236 | 18      |
| 19  | 6  | Brian Henton       | Lotus-Ford Cosworth      | John Player Team Lotus          | 1'45"244 | 19      |
| 20  | 15 | Michel Leclère     | Tyrrell-Ford Cosworth    | Elf Team Tyrrell                | 1'46"023 | 20      |
| 21  | 21 | Jacques Laffite    | Williams-Ford Cosworth   | Frank Williams Racing Cars      | 1'46"032 | 21      |
| 22  | 31 | Roelof Wunderink   | Ensign-Ford Cosworth     | HB Bewaking Team Ensign         | 1'47"224 | 22      |
| 23  | 30 | Wilson Fittipaldi  | Copersucar-Ford Cosworth | Copersucar-Fittipaldi           | 1'48"226 | 23      |
| 24  | 20 | Lella Lombardi     | Williams-Ford Cosworth   | Frank Williams Racing Cars      | 1'49"734 | 24      |

## Gara

### Resoconto
Alla domenica inizialmente c'è il sole e fa caldo; due vetture ed un pilota non furono capaci di prendere il via prima ancora di raggiungere la griglia di partenza. La Penske di Watson aveva sofferto dei problemi elettrici nel warmup. La scuderia decise perciò d'utilizzare la vettura posta in esposizione nello stand della First National Citibank nel paddock, che non era stata più utilizzata dal Gran Premio di Francia 1975. Anche il team Williams non partecipa alla gara in quanto la vettura affidata a Lella Lombardi ha dei problemi elettricid e il suo coéquipier Jacques Laffite deve ritirarsi dopo qualche giro a causa d'un infortunio, essendosi somministrato per errore del liquido per la pulizia della visiera al posto di collirio. Determinata ad essere la prima donna a correre al Glen, la Lombardi salta sulla vettura lasciata libera da Laffite ma non ce la fa a partire.
Lauda guidò subito la corsa seguito da Emerson Fittipaldi, Jean-Pierre Jarier, Vittorio Brambilla, Carlos Reutemann (autore di una brutta partenza) e Mario Andretti. Nel corso del primo giro Hunt sfruttò la battaglia tra Mass, Depailler e Peterson, li superò tutti e tre e si pose in settima posizione. Il giro seguente Mass però, sfruttando la lotta tra Hunt e Andretti, riuscì a passare entrambi. Sempre nel corso della seconda tornata, attorno alla decima piazza, Carlos Pace e Patrick Depailler furono costretti al ritiro quando Pace tentò di passare con la sua Brabham all'interno della Tyrrell alla fine del rettilineo esterno. Depailler non lo vide, tanto che la collisione fu inevitabile.
Il giro dopo Carlos Reutemann passò Brambilla; Jochen Mass, cercò di sfruttare il momento per effettuare la stessa manovra, ma fini fuori pista, perdendo tre posizioni, a vantaggio di Andretti, James Hunt, e Ronnie Peterson. Poco dopo Jochen Mass venne attaccato da Clay Regazzoni che però nel tentativo di sorpasso danneggiò il musetto, che lo costrinse a una lunga sosta ai box. Al giro 6 Andretti passò Brambilla, ponendosi al quinto posto, imitato il giro seguente da Hunt. Ora la classifica vedeva, dietro al duo Lauda-Fittipaldi molto vicini fra loro, Jarier, Reutemann, Andretti, Hunt, Brambilla, Peterson e Mass.
Al giro 10, il motore della vettura di Reutemann cedette così come e la sospensione anteriore della Parnelli di Mario Andretti, costringendoli entrambi al ritiro. Tre giri dopo Jochen Mass sorpassò Brambilla, che scontava delle difficoltà con gli pneumatici. Il monzese sarà poi costretto cambio gomme pochi giri dopo, che lo farà scendere in ottava posizione, dietro a Peterson e Jody Scheckter.
Al giro 18 Lauda e Fittipaldi si apprestavano a doppiare Clay Regazzoni. Il ticinese, però, dopo aver fatto passare il compagno di scuderia, resistette al tentativo di doppiaggio del pilota della McLaren ignorando le bandiere blu dei commissari di gara fino a quando, al 24º giro, gli fu esposta la bandiera nera e fu richiamato ai box, con Fittipaldi ormai 15 secondi dietro a Lauda. Il manager della Ferrari, Luca di Montezemolo, istruì il pilota a rientrare; ne seguì un alterco tra Montezemolo e i commissari, e al 29º Regazzoni fu definitivamente ritirato dalla gara per protesta.
Nel frattempo anche Jean-Pierre Jarier, quarto in quel momento, si era dovuto ritirare per un problema a un cuscinetto.
Al 32º giro Mass passò Hunt, che commise un errore alla Esses, che consentì anche a Ronnie Peterson di avvicinarsi al pilota della Hesketh. Al giro 42 Hans-Joachim Stuck passò, per il settimo posto, il compagno alla March, Brambilla, che era penalizzato da un cattivo fissaggio del suo sedile. La classifica rimase invariata fino al giro 49 quando Peterson passò Hunt. Ora dietro a Lauda e un rimontante Emerson Fittipaldi si trovavano Mass, Peterson, Hunt, Scheckter, Stuck e Brambilla.
Negli ultimi giri si accese la battaglia tra Lauda e Fittipaldi, che ormai era riuscito a ridurre il distacco dal ferrarista a meno di dieci secondi, e tra Jochen Mass e Ronnie Peterson, che però rovinò una gomma in un tentativo di sorpasso, cosa che non gli consentì di pressare nuovamente Mass.
Nell'ultimo giro Peterson perse anche il quarto posto a favore di Hunt, e Brambilla riagguantò il settimo, con Stuck che aveva terminato la benzina. La Scuderia Ferrari vinse per la prima volta al Glen; per Niki Lauda questa fu la quinta vittoria stagionale.

### Risultati
I risultati del gran premio sono i seguenti:
| Pos. | N. | Pilota             | Costruttore              | Giri | Tempo/ritiro      | Pos. griglia | Punti |
| ---- | -- | ------------------ | ------------------------ | ---- | ----------------- | ------------ | ----- |
| 1    | 12 | Niki Lauda         | Ferrari                  | 59   | 1:42'58"175       | 1            | 9     |
| 2    | 1  | Emerson Fittipaldi | McLaren-Ford Cosworth    | 59   | + 4"943           | 2            | 6     |
| 3    | 2  | Jochen Mass        | McLaren-Ford Cosworth    | 59   | + 47"637          | 9            | 4     |
| 4    | 24 | James Hunt         | Hesketh-Ford Cosworth    | 59   | + 49"475          | 15           | 3     |
| 5    | 5  | Ronnie Peterson    | Lotus-Ford Cosworth      | 59   | + 49"986          | 14           | 2     |
| 6    | 3  | Jody Scheckter     | Tyrrell-Ford Cosworth    | 59   | + 50"321          | 10           | 1     |
| 7    | 9  | Vittorio Brambilla | March-Ford Cosworth      | 59   | + 1'44"031        | 6            |       |
| 8    | 10 | Hans-Joachim Stuck | March-Ford Cosworth      | 58   | + 1 Giro          | 13           |       |
| 9    | 28 | John Watson        | Penske-Ford Cosworth     | 57   | + 2 Giri          | 12           |       |
| 10   | 30 | Wilson Fittipaldi  | Copersucar-Ford Cosworth | 55   | + 4 Giri          | 23           |       |
| NC   | 16 | Tom Pryce          | Shadow-Ford Cosworth     | 52   | Non classificato  | 7            |       |
| NC   | 6  | Brian Henton       | Lotus-Ford Cosworth      | 49   | Non classificato  | 19           |       |
| Rit  | 25 | Brett Lunger       | Hesketh-Ford Cosworth    | 46   | Incidente         | 18           |       |
| Rit  | 31 | Roelof Wunderink   | Ensign-Ford Cosworth     | 41   | Cambio            | 22           |       |
| Rit  | 11 | Clay Regazzoni     | Ferrari                  | 28   | Ritiro volontario | 11           |       |
| Rit  | 17 | Jean-Pierre Jarier | Shadow-Ford Cosworth     | 19   | Cuscinetto        | 4            |       |
| Rit  | 7  | Carlos Reutemann   | Brabham-Ford Cosworth    | 9    | Motore            | 3            |       |
| Rit  | 27 | Mario Andretti     | Parnelli-Ford Cosworth   | 9    | Sospensione       | 5            |       |
| Rit  | 23 | Tony Brise         | Hill-Ford Cosworth       | 5    | Incidente         | 17           |       |
| Rit  | 15 | Michel Leclère     | Tyrrell-Ford Cosworth    | 5    | Motore            | 20           |       |
| Rit  | 4  | Patrick Depailler  | Tyrrell-Ford Cosworth    | 2    | Incidente         | 8            |       |
| Rit  | 8  | Carlos Pace        | Brabham-Ford Cosworth    | 2    | Incidente         | 16           |       |
| NP   | 21 | Jacques Laffite    | Williams-Ford Cosworth   |      | Problemi fisici   | 21           |       |
| NP   | 20 | Lella Lombardi     | Williams-Ford Cosworth   |      | Iniezione         | 24           |       |

## Statistiche
Piloti
- 7ª vittoria per Niki Lauda
- 6º e ultimo giro più veloce per Emerson Fittipaldi
- 1º Gran Premio per Michel Leclère
- Ultimo Gran Premio per Wilson Fittipaldi, Tony Brise e Roelof Wunderink

Costruttori
- 58ª vittoria per la Ferrari
- Ultimo Gran Premio per la Hill

Motori
- 58ª vittoria per il motore Ferrari

Giri al comando
- Niki Lauda (1-59)

## Classifiche

### Piloti
| Pos | Pilota             | Punti |
| --- | ------------------ | ----- |
| 1   | Niki Lauda         | 64,5  |
| 2   | Emerson Fittipaldi | 45    |
| 3   | Carlos Reutemann   | 37    |
| 4   | James Hunt         | 33    |
| 5   | Clay Regazzoni     | 25    |
| 6   | Carlos Pace        | 24    |
| 7   | Jody Scheckter     | 20    |
| 7   | Jochen Mass        | 20    |
| 9   | Patrick Depailler  | 12    |
| 10  | Tom Pryce          | 8     |
| 11  | Vittorio Brambilla | 6,5   |
| 12  | Jacques Laffite    | 6     |
| 13  | Mario Andretti     | 5     |
| 13  | Ronnie Peterson    | 5     |
| 15  | Mark Donohue       | 4     |
| 16  | Jacky Ickx         | 3     |
| 17  | Alan Jones         | 2     |
| 18  | Jean-Pierre Jarier | 1,5   |
| 19  | Tony Brise         | 1     |
| 19  | Gijs van Lennep    | 1     |
| 21  | Lella Lombardi     | 0,5   |

### Costruttori
| Pos | Costruttore            | Punti |
| --- | ---------------------- | ----- |
| 1   | Ferrari                | 72,5  |
| 2   | Brabham-Ford Cosworth  | 54    |
| 3   | McLaren-Ford Cosworth  | 53    |
| 4   | Hesketh-Ford Cosworth  | 33    |
| 5   | Tyrrell-Ford Cosworth  | 25    |
| 6   | Shadow-Ford Cosworth   | 9,5   |
| 7   | Lotus-Ford Cosworth    | 9     |
| 8   | March-Ford Cosworth    | 7,5   |
| 9   | Williams-Ford Cosworth | 6     |
| 10  | Parnelli-Ford Cosworth | 5     |
| 10  | Hill-Ford Cosworth     | 3     |
| 12  | Penske-Ford Cosworth   | 2     |
| 13  | Ensign-Ford Cosworth   | 1     |